# Ger (Pirenéus Atlânticos)
Ger é uma comuna francesa na região administrativa da Nova Aquitânia, no departamento dos Pirenéus Atlânticos. Estende-se por uma área de 31,49 km². Em 2010 a comuna tinha 1 986 habitantes (densidade: 63,1 hab./km²).